# Leonora Braham
Leonora Braham, all'anagrafe Leonora Lucy Abraham (Londra, 3 febbraio 1853 – Londra, 23 novembre 1931) è stata un soprano e attrice teatrale britannica.

## Biografia
Nata in una famiglia ebraica a Bloomsbury, Leonora Braham fece il suo debutto sulle scene londinesi nel 1870 in un allestimento dell'operetta Ages Ago. Nel 1978 si trasferì a Montreal dopo aver vinto la medaglia d'oro in una competizione alla Royal Academy of Music. Dopo aver cantato a New York e Boston tornò nel Regno Unito e si unì alla D'Oyly Carte Opera Company per interpretare l'eponima protagonista di Patience. La Braham ottenne il successo con la compagnia e diventò un'acclamata interprete dell'opera di Gilbert & Sullivan, di cui originò diversi ruoli principali negli anni successivi. Rimase infatti il primo soprano della compagnia fino al 1887, diventando la prima interprete dei ruoli di Phyllis in Iolanthe, Yum-Yum in The Mikado, Ida in Princess Ida e Rose Ruddigore in Ruddigore. I suoi problemi con l'alcolismo, il suo matrimonio segreto con il tenore J. Duncan Young (recentemente licenziato dalla D'Oyly Carte Opera Company) e la sua gravidanza portarono al suo licenziamento nel 1987 e la Braham lasciò il Savoy Theatre.
Dopo aver lasciato Londra si trasferì brevemente in Australia, dove cantò i ruoli principali in numerosi lavori di Gilbert & Sullivan, tra cui Princess Ida, H.M.S. Pinafore, The Mikado, Patience e Iolanthe. Nel 1888 tornò nel Regno Unito per esibirsì a Londra e nelle province. Nei primi anni novanta si esibì in una lunga tournée del Sudamerica, ancora una volta come protagonista di operette di Gilbert & Sullivan, sia in vecchi cavalli di battaglia della Braham che in ruoli nuovi del suo repertorio come Mabel in The Pirates of Penzance. La compagnia successivamente si esibì per due anni in un tour del Sudafrica e la Braham cantò sia ruoli di Gilbert e Sullivan che parti dal repertorio verista come Pagliacci e Cavalleria rusticana. Nel 1896, tornata in patria, cantò un'ultima volta con la D'Oyly Carte Opera Company nelle operette The Grand Duke, The Yeomen of the Guard e Il Mikado. Successivamente continuò a recitare e cantare a Londra e Broadway fino al ritiro dalle scene nel 1912.
Fu sposata con Frederick E. Lucy Barnes dai primi anni 1870 fino al suicidio dell'uomo del 1880 e prima di rimanere vedova ebbe un figlio da lui. Nel 1886 si risposò con J. Duncan Young, da cui ebbe una figlia. Nei suoi ultimi anni la Braham visse in condizioni di indigenza dopo il ricovero del marito in un ospedale psichiatrico.

## Nella cultura di massa
Nel film di Mike Leigh Topsy-Turvy - Sotto-sopra Leonora Braham è stata interpretata da Shirley Henderson.